# Le Président fantôme
Pour plus de détails, voir Fiche technique et Distribution.
Le Président fantôme (The Phantom President) est un film américain en noir et blanc réalisé par Norman Taurog, sorti en 1932.

## Synopsis
Le banquier Theodore K. Blair est un candidat à l'élection présidentielle fade et ennuyeux, ce qui donne à son parti politique le sentiment qu'il a peu de chance de remporter les élections. Lors d'une émission radiophonique sur la médecine, son équipe de campagne découvre qu'il ressemble exactement au charismatique bonimenteur Peeter J. 'Doc' Varney. Ils engagent ce dernier pour remplacer Blair lors des apparitions publiques pendant la campagne, afin qu'il ait une chance de gagner. Varney parvient à tromper les électeurs et même Felicia, la petite amie de Blair. Jaloux, Blair décide de se débarrasser du sosie ; il engage des marins coriaces pour enlever Varney et l'emmener indemne dans le cercle arctique.

## Fiche technique
- Titre : Le Président fantôme
- Titre original : The Phantom President
- Réalisation : Norman Taurog
- Scénario : Walter DeLeon et Harlan Thompson, d'après le roman The Phantom President de George F. Worts (1932)
- Musique : John Leipold (non crédité)
- Costumes :  Travis Banton (non crédité)
- Photographie : David Abel
- Montage : LeRoy Stone (non crédité)
- Société de production et de distribution : Paramount Pictures
- Pays de production :  États-Unis
- Langue d'origine : anglais américain
- Format : noir et blanc — pellicule : 35 mm — image : 1,37:1 — son : mono (Western Electric Noiseless Recording)
- Genre : film musical, satire politique
- Durée : 78 minutes
- Dates de sortie : 
  - États-Unis  : 23 septembre 1932
  - France : 6 janvier 1933

## Distribution
- George M. Cohan : Theodore K. Blair/Peeter J. 'Doc' Varney
- Jimmy Durante : Curly Cooneye, le manager de Cohan
- Claudette Colbert : Felicia Hammond, la petite amie de Theodore K. Blair
- George Barbier : Boss Jim Ronkton
- Sidney Toler : le professeur Aikenhead
- Louise Mackintosh : le sénateur Sarah Scranton
- Jameson Thomas : Jerrido
- Julius McVicker : le sénateur Melrose

Acteurs non crédités
- Ed Brady : un marin
- Charles Middleton : Abraham Lincoln
- Alan Mowbray : George Washington